# LORA (projektil)
1. Preusmjeri Nacrt:LORA (projektil)